# ハビエル・トーレス・ゴメス
ハビエル・トーレス・ゴメス（Javier Torres Gómez、1970年1月9日 - ）は、スペイン・マドリード出身の元サッカー選手、元サッカー指導者。現役時代のポジションはDF。
同じくサッカー選手のダビド・トーレスは息子にあたる。

## 経歴
レアル・マドリードのカンテラで育ち、1989年にBチームへと昇格するがトップチームデビューは叶わずに1993年、レアル・バリャドリードに移籍した。加入後2シーズン目からレギュラーに定着し、35歳で現役を引退するまでバリャドリード一筋でキャリアを送り、プリメーラ・ディビシオンでは12シーズンプレーした。
現役引退後は古巣バリャドリードでカンテラやトップチームの暫定監督を務めた。